# Oscar Troplowitz
Oscar Troplowitz, né le 18 janvier 1863 à Gleiwitz (province de Silésie, mort le 27 avril 1918 à Hambourg) est un pharmacologue juif allemand.

## Biographie
Oscar Troplowitz réside à Gleiwitz jusqu'à l'âge de sept ans, avant de quitter la ville pour Breslau où il poursuit ses études au lycée Sainte-Marie-Madeleine de Breslau. Il y entame ensuite ses études de pharmacie, qu'il termine à Heidelberg en 1888.
Avec l'aide de sa famille, il rachète en 1890, le laboratoire pharmaceutique Beiersdorf de Paul Karl Beiersdorf, situé au sud de Hambourg, à qui l'on doit en particulier l'invention du sparadrap et du ruban adhésif. Il est aussi l'inventeur de la célèbre marque Labello.
Il met au point en 1911 la composition de la crème Nivea.